# Berta Karlik
Berta Karlik (Wenen, 24 januari 1904 – aldaar, 4 februari 1990) was een Oostenrijks natuurkundige. Ze is vooral bekend van de ontdekking dat het element astaat alleen voorkomt als natuurlijk vervalproduct.

## Biografie
Berta Karlik werd geboren in Wenen in een welgestelde familie als dochter van Carl Karlik (1867-1951). Tot haar vijftiende werd ze thuis onderwezen. Ze leerde zowel pianospelen alsmede de vreemde talen Frans, Nederlands en Engels in zowel schrift als spraak. Van 1919 tot 1923 bezocht ze een openbare meisjes-gymnasium, die ze afsloot als beste student van haar klas. In de herfst van hetzelfde jaar begon Karlik met haar studie natuurkunde aan de Universiteit van Wenen, waar ze in 1927 afstudeerde met het proefschrift "Über die Abhängigkeit der Szintillationen von der Beschaffenheit des Zinksulfides und das Wesen des Szintillationsvorganges". In 1928, kort voor haar vierentwintigste verjaardag, verkreeg ze haar doctoraat.

## Werk
Na het behalen van haar academische graad in de natuurkunde in 1928 accepteerde ze een positie aan de Realgymnasium in Wenen, waar ze eerder leerling was geweest. Een studiebeurs van de "International Federation of University Woman" stelde haar in staat om een jaar in het buitenland door te brengen. In 1930 vond Karlik een baan in het laboratorium dat geleid werd door William Henry Bragg in Londen. Hier werkte ze aan kristallografie en gebruikte ze röntgenstraling om de structuur van kristallen te bestuderen. Haar kennis van radiofysica trok de aandacht van de bekende kristallografen Ellie Knaggs en Helen Gilchrist. In hetzelfde jaar dat ze met deze twee vrouwen een onderzoeksgroep vormde bezocht ze voor de eerste keer Marie Curie's laboratorium in Parijs. Dit bezoek leidde tot een langdurige correspondentie met verscheidene andere vrouwelijk fysici, waaronder Curie, Ellen Gleditsch, Eva Resmtedt en de Oostenrijkse Lise Meitner. Gedurende haar leven had ze regelmatige ontmoetingen met Meitner, die met haar team verantwoordelijk was voor het ontdekken van kernsplijting.

## Onderzoek
Na haar studiejaar in Parijs en Londen kreeg ze in 1931 een baan aangeboden bij het "Institut für Radiumforschung" (Instituut voor Radiumonderzoek) in Wenen. Vanaf 1937 mocht ze lezingen geven en langzaam klom ze op in de hiërarchie van het instituut. Gelijktijdig nam ze deel aan een groep die onderzoek deed naar zeewater en die onder leiding stond van Hans Pettersson. Door de kennis van oceanografie en radioactiviteit te combineren, kon Karlik het uraniumgehalte in zeewater meten door waarneming van ultraviolette fluorescentie van natriumchloride, wat door uranium wordt geactiveerd.
Tijdens de Tweede Wereldoorlog maakte Karlik haar belangrijkste ontdekking, namelijk dat het element met atoomnummer 85 (astaat) een product is van natuurlijk radioactief verval. Samen met haar collega Traude Cless-Bernett bewees ze het bestaan van drie isotopen van astaat, namelijk 215At, 216At en 218At, via de waarneming van radioactief alfaverval. (Isotoop 211At was reeds in 1940 in de VS kunstmatig geproduceerd door Emilio Segrè en zijn collega's). Vanwege dit werk werd ze in 1947 onderscheiden met de Haitingerprijs voor Scheikunde van de Oostenrijkse Academie van Wetenschappen en in 1954 ontving ze de Wilhelm Exner-medaille.
In 1945 werd ze voorlopig directeur van het instituut en definitief twee jaar later. In 1950 volgde de benoeming tot buitengewoon hoogleraar en in 1956 was Berta Karlik de eerste vrouw die gewoon hoogleraar werd aan de Universiteit van Wenen. Hoewel ze in 1973 met pensioen ging, bleef ze werkzaam voor het Radiuminstituut tot haar overlijden in 1990.
- Bibliothèque nationale de France: cb10907478f (data)
- CiNii: DA08911704
- Gemeinsame Normdatei: 134087283
- International Standard Name Identifier: 0000 0001 1643 3466
- Library of Congress Control Number: n86856270
- Mathematics Genealogy Project: 181114
- Nederlandse Thesaurus van Auteursnamen: 132286300
- Réseau des bibliothèques de Suisse occidentale: 02-A003442738
- Système universitaire de documentation: 165265442
- Virtual International Authority File: 311175721